# Ajusco
O Ajusco (altitude 3930 m), é um vulcão atualmente extinto, situado a sul da Cidade do México, dentro dos limites do Distrito Federal. Faz parte da cordilheira neo-vulcânica central, que atravessa o planalto central mexicano. Está acompanhado por outras elevações e vulcões (como o Xitle), que em conjunto se designam como Sierra del Ajusco ou Sierra Chichinautzin. A área arborizada em redor do Ajusco constitui o ponto central do Parque Nacional Cumbres del Ajusco.

## Referências

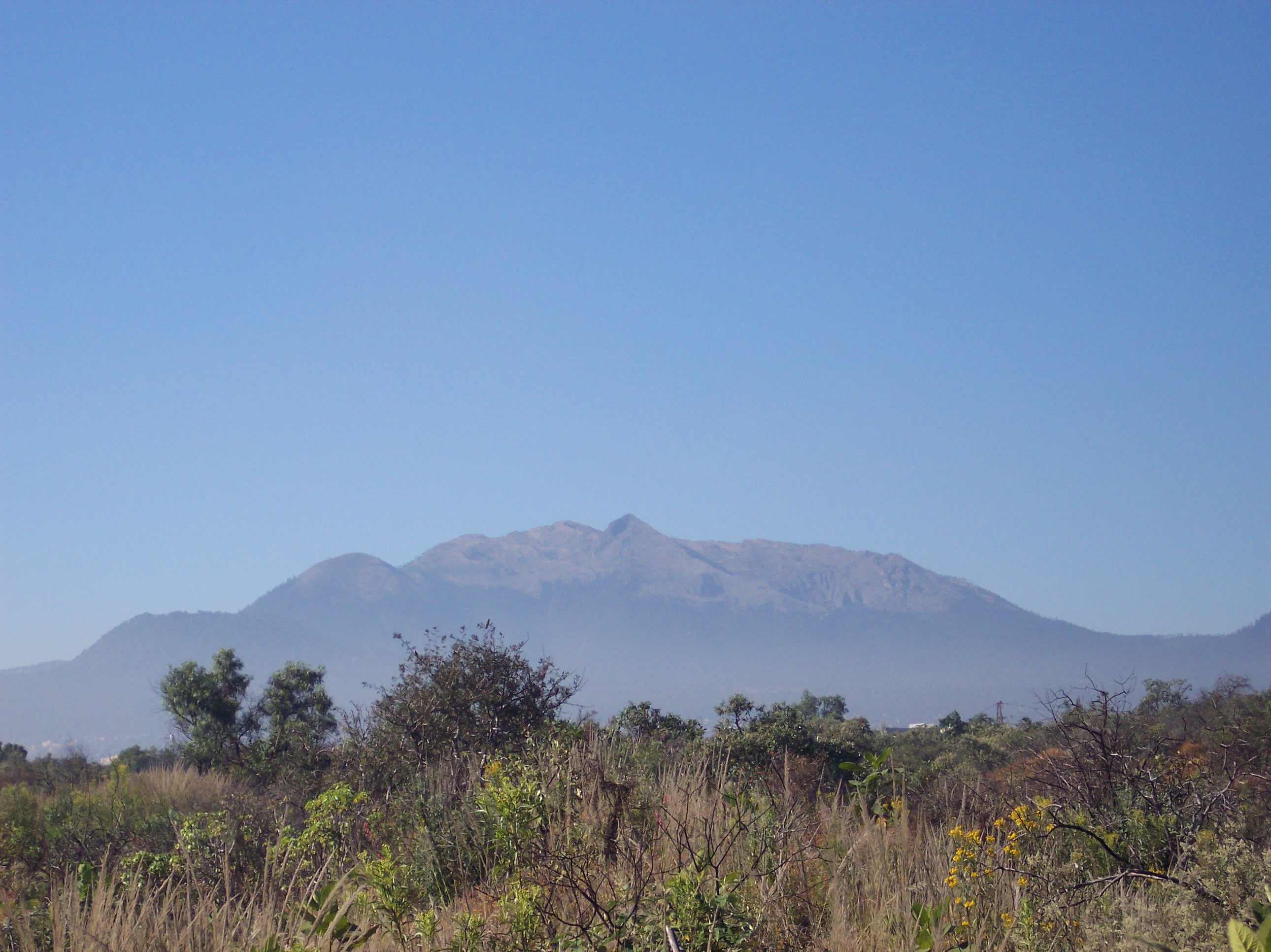
Ajusco visto desde a cidade universitária da UNAM